# Infraestructures de la Generalitat de Catalunya
Infraestructures de la Generalitat de Catalunya (Infraestructures.cat) és una empresa pública catalana dedicada a projectar, construir, conservar, explotar i promoure infraestructures i edificacions per encàrrec de la Generalitat de Catalunya.
Neix el 2012 fruit de l'agrupació de les tres entitats d'infraestructures de la Generalitat: Gestió d'Infraestructures (GISA), Regs de Catalunya (REGSA), Reg Sistema Segarra-Garrigues (REGSEGA) i posteriorment l'empresa Edificis i Equipaments de Catalunya (EECAT).